# Samoa Shipping Corporation
Samoa Shipping Corporation Limited (SSC) è una compagnia di navigazione samoana, di proprietà del governo dello stato oceanico. Connette le isole di Upolu e Savai'i, nonché le Samoa Americane ed altre isole dell'oceano Pacifico.

## Storia
La compagnia nasce il 30 dicembre 174 grazie al New Zealand Compan Act 1955, con un contratto in cui dava l'onere delle forniture allo stato dell Samoa (Samoa Ordinance 1935). Il suo fine è quello di connettere le Samoa fra di loro, oltre che con le Samoa Americane (in particolare con la capitale Pago Pago) ed altre isole limitrofe.

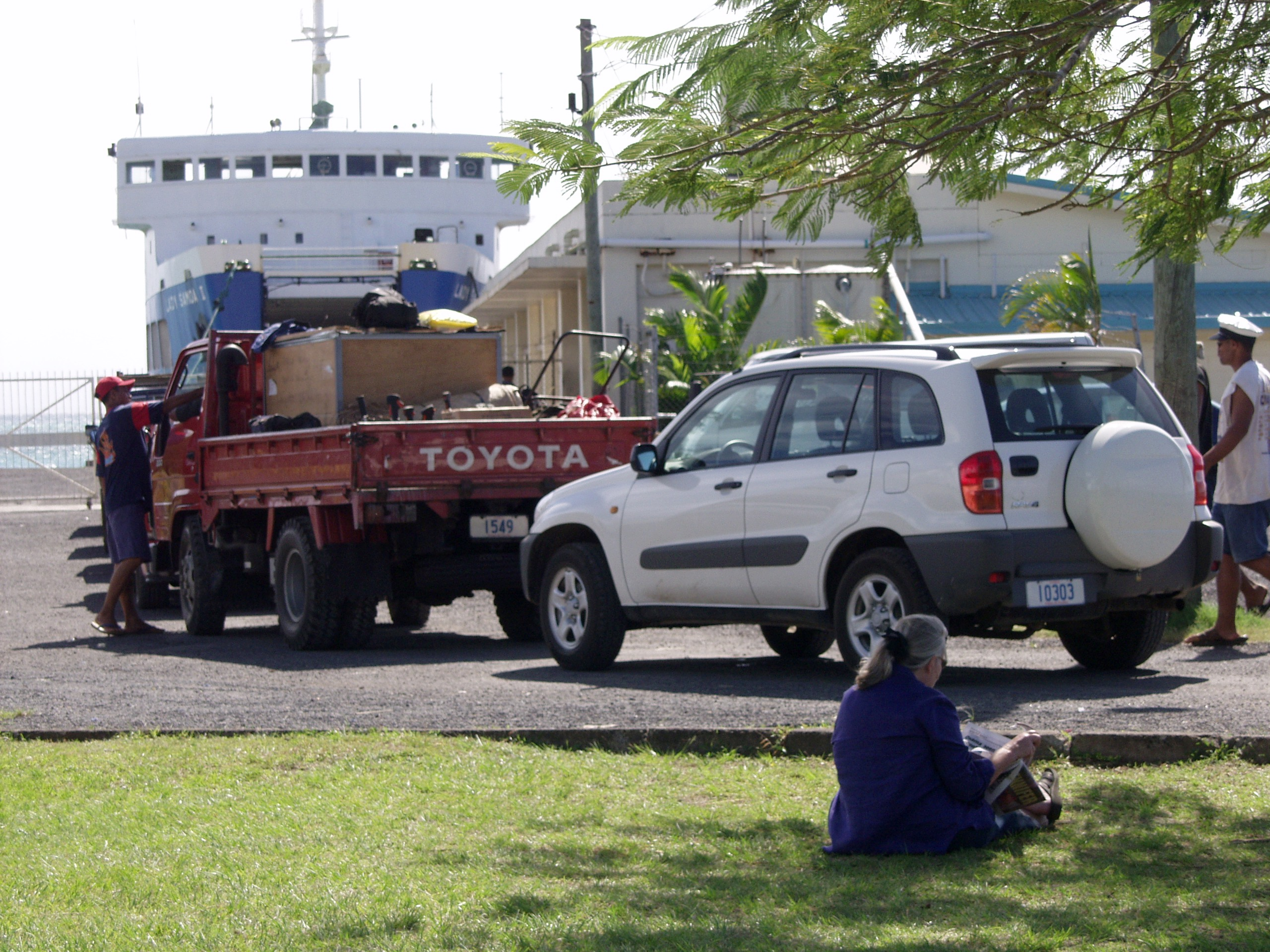
Il traghetto My Lady Samoa II alla banchina di Mulifanua.

## Rotte
Samoa
- Apia
- Mulifanua
- Salelologa

 Isole Cook
- Isole Cook

 Samoa Americane
- Isola Swains
- Pago Pago

 Tokelau
- Tokelau

Le tratte si distinguono in domestiche, fra Salelologa (sull'isola di Savai'i) e Mulifanua (sull'isola di Upolu) (13 miglia di distanza per un'ora di viaggio), ed internazionali, fra Apia (banchina di Aleipata) e Pago Pago (5 ore di viaggio).
La compagnia opera anche servizi charter per le isole Cook, Pago Pago, Tokelau e l'isola Swains.

## Flotta

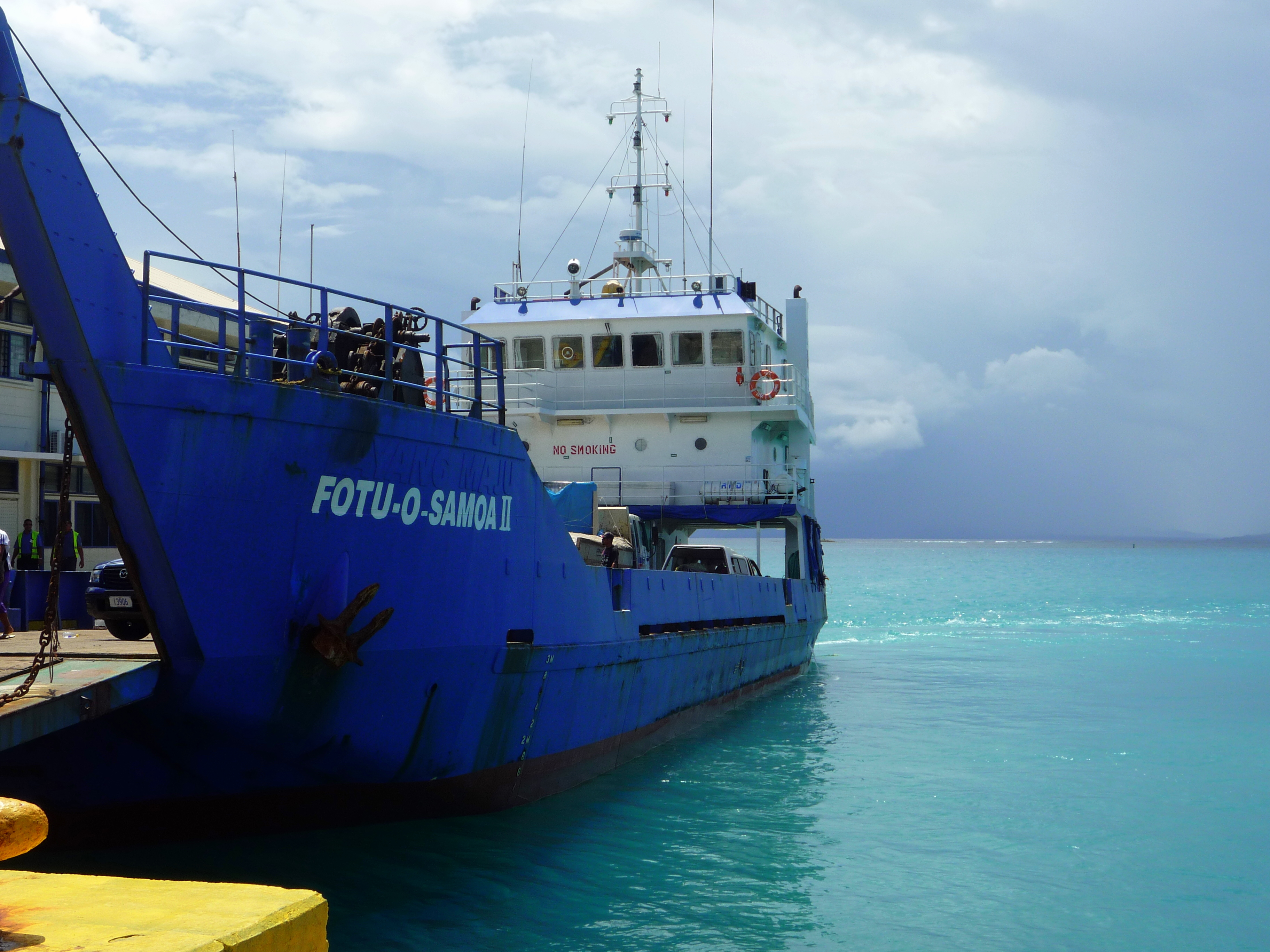
La nave Fotu-O-Samoa alla banchina di Salelologa.

La flotta della compagnia è costituita da 6 navi:
- My Lady Naomi: costruita in Giappone nel marzo 1998 grazie al Programma di Aiuto Giapponese, è una nave Ro/Ro lunga 46,5 metri e può trasportare 220 persone[5];
- My Lady Samoa II: costruita in Giappone nel 2010 grazie al Programma di Aiuto Giapponese, è una nave Ro/Ro di 43,3 metri della portata di 480 persone;
- My Lady Samoa III: costruita in Giappone nel 2010 grazie al Programma di Aiuto Giapponese, è una nave Ro/Ro lunga 46,70 metri capace di trasportare 740 persone;
- My Samoa Express: costruita in Giappone nel marzo 1998, è una nave lunga 46,5 metri e della capacità di 220 persone;
- MV Fotu-O-Samoa II: costruita a Miri, in Malaysia, nel 1995, è lunga 39 metri e della capacità di 100 persone;
- MV Lady Filifiliga: costruita in Australia nel marzo 2000, è un catamarano della branca della Talofa Cruises della capacità di 220 persone.
- MV Pasefika Express: precedentemente chiamata MV Tokelau, è una nave cargo.

## Divisioni

### Marine Engineering & Fabrication Services
Il MEFS è stato lanciato dalla Samoa Shipping Corporation nell'agosto 2011 ed ha sede a Vaitele. Il suo scopo è la riparazione di macchinari e navi e la produzione di materiali per costruzioni.

### Talofa Cruises
È la branca della compagnia dedicata alle crociere, che utilizza la MV Lady Filifiliga: è possibile prenotare il catamarano per gli eventi più svariati. Insieme alla Talofa Cruises è presente anche la Manono Cruises, che opera gite sull'isola di Manono.

### SSC Courier
La SSC Courier si occupa del trasporto di effetti personali ed oggetti fra le isole samoane e Pago Pago.

### SSC Cargo
La SSC Cargo si occupa di consegne di cargo di grosse dimensioni.